# Jean-Paul Potonet
 (juillet 2021).
Si vous disposez d'ouvrages ou d'articles de référence ou si vous connaissez des sites web de qualité traitant du thème abordé ici, merci de compléter l'article en donnant les références utiles à sa vérifiabilité et en les liant à la section « Notes et références ».
Jean-Paul Potonet, né le 16 février 1946 à Sarreguemines, est un réalisateur de télévision français.

## Éléments de biographie
Jean-Paul Potonet fils d’ingénieur à Troyes se destine dès son plus jeune âge aux métiers de l’audiovisuel. Après le lycée et une année d’études littéraires à Reims, il entre en classe préparatoire à l’IDHEC du Lycée Voltaire où il suit les cours d’Henri Agel, avant d’intégrer l’Institut Des Hautes Études Cinématographiques. 
Grâce à son diplôme, il entre à l’ORTF en 1970 directement en tant qu’assistant réalisateur permanent. Ce poste lui permet de collaborer à de nombreux programmes comme des films et séries tels que « Madame le juge » avec Simone Signoret, des programmes de variétés comme « Le Grand Échiquier », les « Carpentier », ou bien encore des documentaires. Il travaille avec de nombreux représentants de l’École des Buttes Chaumont tels que Gesbert, Berzosa, Desfons…
Mais c’est sa rencontre avec Christophe Izard qui va être déterminante et véritablement lancer sa carrière. Il collabore d’abord à « La Lanterne magique », comédie musicale loufoque réalisée par Pierre Desfons sur un scénario de Christophe Izard, rencontrant ainsi Charles Trenet, les Charlots, Sheila, Michel Polnareff, Léon Zitrone, Dani, Carlos, et bien d’autres. Puis vers 1975, il devient assistant sur « L'Île aux enfants » où il travaille avec des réalisateurs confirmés tels que Jean-Pierre Barizien, Marion Sarraut, ou Dirk Sanders. Ensuite, il est assistant puis réalisateur sur « Le Village dans les nuages ». Deux programmes cultes pour la jeunesse produits par Christophe Izard.
Avec la fin du service public en 1985, Jean-Paul Potonet intègre France 3 Région où il participe au développement de la télévision régionale à Dijon. Il devient donc réalisateur de direct (politique - spécialité élections- sport, talk show) ainsi que de « Vecteur Jeunes », émission de France 3 Bourgogne Franche-Comté préparée par Jacques Revon et présentée par Christophe Joly.
Actuellement[Quand ?], il travaille pour l’émission « Côté Jardins » pour laquelle il réalise plusieurs dizaines de documentaires. Également réalisateur de nombreux documentaires pour Antenne2 et France 3, en particulier sur les traditions populaires et le monde rural en collaboration avec Jean-Christophe Demard, conservateur du Musée de Champlitte.

## Filmographie

### Assistant-réalisateur ou collaborations

#### Fictions: téléfilms, séries
- 1978 : Madame le Juge, téléfilm avec Simone Signoret
- Les Cinq Dernières Minutes, téléfilm de Claude Loursais
- Maigret, téléfilm avec Jean Richard
- Le Tour du monde en 80 jours, série avec Jean Le Poulain
- Sitcoms d'Henri Spade

#### Émissions de variété
- Intervilles
- La Variété du samedi soir (Maritie et Gilbert Carpentier)
- Le Grand Échiquier (réalisation André Flederik)

### Réalisateur

#### Séries pour enfants
- Le Village dans les nuages de Christophe Izard
- La Vie des Botes de Jean Chalopin
- Hanna-Barbera Dingue Dong

#### Captations musicales
- Hauts de gamme (Eric Lipmann, 1985)
- Eurockéennes de Belfort, 1989

#### Documentaires
- 1987 : La Saline royale d'Arc et Senans
- 1988 : Mille étangs, mille métiers : traditions populaires dans les Vosges
- 1988 : Les conscrits de Ciry le Noble
- 1988 : Si vous voulez que je vous peigne des anges montrez moi-z-en
- 1988 : Un cavalier des Champs-Penêts : Lambert Wilson
- 1989 : Dis monsieur, dessine moi un avion
- 1989 : Les paysages abandonnés
- 1989 : Martinez de la Torre
- 1990 : Horizon 90 (Le jour du seigneur)
- 1990 : Annie et Alain (Le jour du seigneur)
- 1990 : Quelques petits tours en Nivernais
- 1991 : Les enjeux d'un anniversaire (Le jour du seigneur)
- 1991 : Don Samuel Ruiz, évêque des Indiens (Le jour du seigneur)
- 1992 : Le musée de Clamecy
- 1992 : René Rougerie (Les gens d'ici)
- 1993 : Le futur antérieur : le musée de Dijon
- 1994-1998 : Paysans, paysages en Bourgogne et Franche-Comté : Une série de films documentaires de 26 minutes, en collaboration avec Jean-Christophe Demard
  - Le bonheur en jachère
  - Heureux comme un paysan
  - La vigne et le sapin
  - Producteur et citoyen
  - Ombres sur les alpages
  - La clairière aux broutards
  - Les dernières pâtures
  - Les haies buissonnières
- Évasion, la randonnée naturaliste de Michel Huet : 4 randonnées en Nord, Pas-de-Calais, Somme
- 1997 : Cheval de trait et d'union : le Comtois (deuxième prix de la Section documentaire Festival EPONA 1998)
- 1998 Les insurgés de la mémoire : (la résistance vue par les résistants du Morvan et des jeunes lycéens)
- La diligence : La diligence du 21e siècle au service d'un projet de développement local, près de Levier (Doubs)
- Destination pêche (France3 Marseille, producteur-coordinateur Xavier Sourice)
  - saison 1999/2000 : La Vingeanne, le Madon, la Bruche, le lac de Madine, La grenouille.
  - saison 2000/2001 : L'île des Écréhous, la Vire, la Moselle, la Tempête
- Côté Jardins (producteur : Daniel Danneyrolles / présentation : Daniel Danneyrolles / Sophie Bernard/ Myriam Gagnaire)
- Côté Jardins nouvelle formule (2002-2003) (coordinateur: Bernard Vasseur / présentation : Robert Mottin/Sophie Bernard) :
  - Les herbes de Sophie
  - La dame de Val Johanis
  - Le prieuré de Salagon
  - Exposition BUGA 2001 à Potsdam
  - Sans-Souci (Potsdam)
  - Les jardins de Weimar
  - La roseraie de Sngerhausen
  - L'ïle de Meinau
  - Le jardin de mon père: Karl Forster (Potsdam)
  - Jardins urbains (Murs à pêches de Montreuil/Chasselas de Thomery/Pivoine de Groslay/Menthe de Milly)
  - Jardins citoyens (Jardins ouvriers/Béton Saint-Blaise/Ecoliers d'Epinay/Boutique de Sophie place d'Aligre)
  - Jardins anglais de la Côte d'Azur (La Mortolla/Val Rahmeh/Serre de la Madone/Villa du Peyronnet)
  - Les jardins nostalgiques : Allemagne année 2003 (Les 7 jardins de Rostock, les Kleingärten de Rostock, Le château de Basedow)
  - Les jardins partagés de Paris (Papilles papillons/Clos feuquières/ Jardin mobile/ Jardin solidaire)
  - Le voyage des plantes(les grands voyages des botanistes et le Jardin des Plantes de Paris)
  - Quatre légumes: Tomate/Pomme de terre/Piment/Maïs
  - Le jardin de ma grand'mère 2005 (les trois jardins de la ferme traditionnelle)

## Récompense
Deuxième prix au festival Epona pour "Le comtois, cheval de trait et d'union"

### Sources
- Correspondance avec Jean-Paul Potonet [source insuffisante]
- Ma vie avec Monsieur Du Snob (Jean-Louis Terrangle) dans la Collection "Le Guide du téléfan" aux Editions "Car rien n'a d'importance"
- De Nounours à Casimir (Agnès Moreau aux Editions Massin)